# Waterloo (Quebec)
Waterloo – miasto w Kanadzie, w prowincji Quebec, w regionie Montérégie i MRC La Haute-Yamaska. Obszar miasta stanowi enklawę na terenie gminy Shefford.
Liczba mieszkańców Waterloo wynosi 4 054. Język francuski jest językiem ojczystym dla 79,2%, angielski dla 18,2% mieszkańców (2006).

## Współpraca
Miejscowość partnerska:
- Waterloo, Belgia